# Katarzyna Bachleda-Curuś
Katarzyna Bachleda-Curuś (nacida como Katarzyna Wójcicka, Sanok, 1 de enero de 1980) es una deportista polaca que compitió en patinaje de velocidad sobre hielo. 
Participó en cinco Juegos Olímpicos de Invierno, entre los años 2002 y 2018, obteniendo dos medallas en la prueba de  persecución por equipos, bronce en Vancouver 2010 (junto con Katarzyna Woźniak y Luiza Złotkowska) y plata en Sochi 2014 (con Katarzyna Woźniak, Luiza Złotkowska y Natalia Czerwonka). Ganó una medalla de plata en el Campeonato Mundial de Patinaje de Velocidad sobre Hielo en Distancia Individual de 2013.

## Palmarés internacional
| Juegos Olímpicos                           | Juegos Olímpicos   | Juegos Olímpicos  | Juegos Olímpicos        |
| Año                                        | Lugar              | Medalla           | Prueba                  |
| ------------------------------------------ | ------------------ | ----------------- | ----------------------- |
| 2010                                       | Vancouver (Canadá) | Medalla de bronce | Persecución por equipos |
| 2014                                       | Sochi (Rusia)      | Medalla de plata  | Persecución por equipos |
| Campeonato Mundial en Distancia Individual |                    |                   |                         |
| Año                                        | Lugar              | Medalla           | Prueba                  |
| 2013                                       | Sochi (Rusia)      | Medalla de plata  | Persecución por equipos |